# ویلا آنیدو
ویلا آنیدو (به ایتالیایی: Villa Agnedo) یک منطقهٔ مسکونی در ایتالیا است که در ترنتینو واقع شده‌است.

## خصوصیات
ویلا آنیدو ۱۴٫۱ کیلومترمربع مساحت و ۹۰۲ نفر جمعیت دارد و ۳۵۰ متر بالاتر از سطح دریا واقع شده‌است.